# Armie sprzymierzone z Wehrmachtem
Armie sprzymierzone z Wehrmachtem – związki taktyczne z okresu II wojny światowej, tworzone głównie z państw sprzymierzonych z III Rzeszą i podległe operacyjnie dowództwu niemieckiemu. Najliczniej wojska sojusznicze wspomagały Wehrmacht na froncie wschodnim i w Afryce. Zazwyczaj wojska sojusznicze były gorzej uzbrojone i dowodzone od ich niemieckich odpowiedników i dlatego od klęski w bitwie stalingradzkiej Niemcy mieszali jednostki niemieckie z sojuszniczymi. W miarę postępu aliantów Niemcy tracili zaufanie do swych sojuszników. Ostatnie oddziały sojusznicze zostały rozbrojone przez Niemców w marcu 1945 (z wyjątkiem zagranicznych formacji SS).

## Finlandia

Finlandia

Finlandia (udział w walkach na froncie wschodnim 26 czerwca 1941–19 września 1944, po podpisaniu rozejmu z Armią Czerwoną walczyła przeciwko Niemcom).

### Naczelny Wódz
- marszałek Carl Gustaf Mannerheim

### Szefowie sztabu generalnego
- generał Lennart Karl Oesch – 1930–1940
- generał Edwart Hanell – 1940–1941 i 1941–1942
- generał Axel Erik Heinrichs – 26 czerwca 1941–29 czerwca 1941 i 29 stycznia 1942–19 września 1944
- generał Vilijo Tuompo – 1941 i 1942

### Lista związków operacyjnych
- Armia Przesmyku Karelskiego
- Armia Północnej Ładogi
- Grupa Operacyjna Oneska

## Rumunia

Rumunia

Królestwo Rumunii – udział w wojnie 22 czerwca 1941–25 sierpnia 1944

### Naczelny Wódz
- marszałek Ion Antonescu

### Szefowie sztabu generalnego
- generał Alexandru Ioanitu – 22 czerwca–7 września 1941
- generał Iosif Iacobici – 7 września 1941–20 stycznia 1942
- generał Ilie Steflea – 20 stycznia 1942–23 sierpnia 1944
- generał Gheoghe Mihail – 23 sierpnia–24 sierpnia 1944

### Lista armii
- 1 Armia
- 3 Armia
- 4 Armia

## Węgry

Węgry

Królestwo Węgier (od 16 października 1944 Państwo Węgierskie) – udział w wojnie – 27 czerwca 1941–8 maja 1945
Uwaga. Powstały 2 grudnia 1944 Tymczasowy Rząd Narodowy (uległy Sowietom) wypowiedział wojnę III Rzeszy. Oddziały węgierskie współpracujące z Niemcami (oprócz jednostek Waffen-SS) zostały rozbrojone do 23 marca 1945

### Władze naczelne
- Regent (Królestwa Węgier):
  - Miklós Horthy – od powstania do 16 października 1944
- Szef państwa (Państwo Węgierskie)
  - Ferenc Szálasi – 16 października 1944 – 8 maja 1945

### Szefowie sztabu generalnego i naczelni dowódca sił zbrojnych
- generał Henrik Werth – 27 czerwca–6 września 1941
- generał Ferenc Szombathelyi – 6 września 1941–19 kwietnia 1944
- generał Lajos Csatay von Csatai – 19 kwietnia 1944–10 maja 1944
- generał Janos Voros – 10 maja 1944–16 października 1944
- generał Karoly Beregfy – 16 października 1944–28 marca 1945
- generał Gyula Kovacs – listopad 1944–1945

### Lista związków operacyjnych
- Grupa Karpacka
- 1 Armia
- 2 Armia
- 3 Armia

## Włochy

Włochy

Królestwo Włoch – udział w wojnie: 10 czerwca 1940 – 3 września 1943

### Naczelny Wódz
- Wiktor Emanuel III, król Włoch i Albanii, cesarz Etiopii, pierwszy marszałek imperium (od początku do końca wojny)

Faktyczny dowódca
- Benito Mussolini, premier Włoch, duce (pol. „wódz”), pierwszy marszałek imperium – 10 czerwca 1940 – 25 lipca 1943

### Szefowie sztabu generalnego
- marszałek Włoch Pietro Badoglio – 4 maja 1925–6 grudnia 1940
- generał Ugo Cavallero – 6 grudnia 1940–1 lutego 1943
- generał Vittorio Ambrosio – 1 lutego 1943–do końca wojny

### Lista związków operacyjnych
- Grupa Armii Zachód
- Grupa Armii Wschód
- Grupa Armii Południe
- Grupa Armii Albania
- niemiecko-włoska Grupa Armii Afryka
- 1 Armia
- 2 Armia
- 3 Armia
- 4 Armia
- 5 Armia
- 6 Armia
- 7 Armia
- 8 Armia
- 9 Armia
- 10 Armia
- 11 Armia
- Armia Pad
- Corpo di Spedizione Italiano in Russia

## Włoska Republika Socjalna

Włoska Republika Socjalna

Włoska Republika Socjalna – udział w wojnie: 8 września 1943–2 maja 1945

### Władze naczelne
- Duce: Benito Mussolini – 8 września 1943–24 kwietnia 1945
- Naczelny Wódz i minister obrony: marszałek Włoch Rodolfo Graziani – 1943–1945
- Szef sztabu generalnego: generał Gastone Gambara – 1943–1945

### Lista związków operacyjnych
- niemiecko-włoska Grupa Armijna Liguria
- niemiecko-włoska Armia Liguria
- Korpus Armijny Lombardia
- 4 Dywizja Alpejska „Monterosa”
- 2 Dywizja Grenadierów „Littorio”
- 3 Dywizja Piechoty Morskiej „San Marco”
- 1 Dywizja Piechoty „Italia”
- 29 Dywizja Grenadierów SS (1 włoska)

## Chorwacja

Chorwacja

Niepodległe Państwo Chorwackie – udział w wojnie – 1941–1945

### Władze
- Szef państwa:
  - Ante Pavelić – 10 kwietnia 1941 – 8 maja 1945
- Naczelny dowódca Armii Chorwackiej:
  - generał Slavko Štancer

### Lista związków operacyjnych
- 13 Dywizja Górska SS (1 chorwacka) Handschar
- 23 Dywizja Górska SS (2 chorwacka) Kama
- 369 (Chorwacka) Dywizja Piechoty
- 373 (Chorwacka) Dywizja Piechoty
- 392 (Chorwacka) Dywizja Piechoty
- Chorwacki Legion Lotniczy
- Chorwacki Legion Morski
- Chorwackie Legiony Przeciwlotnicze
- Niemiecko-Chorwacka Policja

## Słowacja

Słowacja

Republika Słowacka – udział w wojnie – 1941–1945 (oficjalnie)

### Prezydent
- ks. Jozef Tiso – 1939–1945

### Związki operacyjne
- Armia Polowa „Bernolak”
- Korpus Armijny (słowacki)
- Zgrupowanie Szybkie
- Rýchla brigáda
- Dywizja Szybka

## Bułgaria

Bułgaria

Carstwo Bułgarii – udział w wojnie – 1941–1944 (Bułgaria była w stanie wojny tylko ze Stanami Zjednoczonymi i Wielką Brytanią)

### Władcy
- Borys III – 1918–1943
- Symeon II – 1943–1946

### Lista związków operacyjnych
- I Korpus Armijny
- II Korpus Armijny
- Bułgarski Pułk Grenadierów SS

## Rosyjska Armia Wyzwoleńcza (ROA)
Była to armia stworzona głównie z jeńców z Armii Czerwonej jesienią 1944, która na mocy porozumienia z Niemcami otrzymała status armii sojuszniczej.
- dowódca – generał Andriej Własow
- Skład:
  - 1 Dywizja ROA
  - 2 Dywizja ROA
  - 3 Dywizja ROA (nie ukończono jej organizacji do końca wojny)

## Ukraińska Armia Narodowa
Była to ukraińska formacja wojskowa utworzona 17 marca 1945 z inicjatywy III Rzeszy i ukraińskich stronnictw emigracyjnych, podporządkowana utworzonemu na żądanie Pawła Szandruka 17 marca 1945 Ukraińskiemu Komitetowi Narodowemu.
- dowódca – gen. Pawło Szandruk
- Skład:
  - 1 Dywizja UNA (powstała m.in. z żołnierzy 14 Dywizji Grenadierów SS)
  - 2 Dywizja UNA (nigdy nie walczyła jako całość, w jej skład wchodziły: Brygada Przeciwpancerna Wolna Ukraina, Brygada Spadochronowa Gruppe B, Ukraińska Armia Wyzwoleńcza (część) i inne mniejsze oddziały ukraińskie).

## Galeria

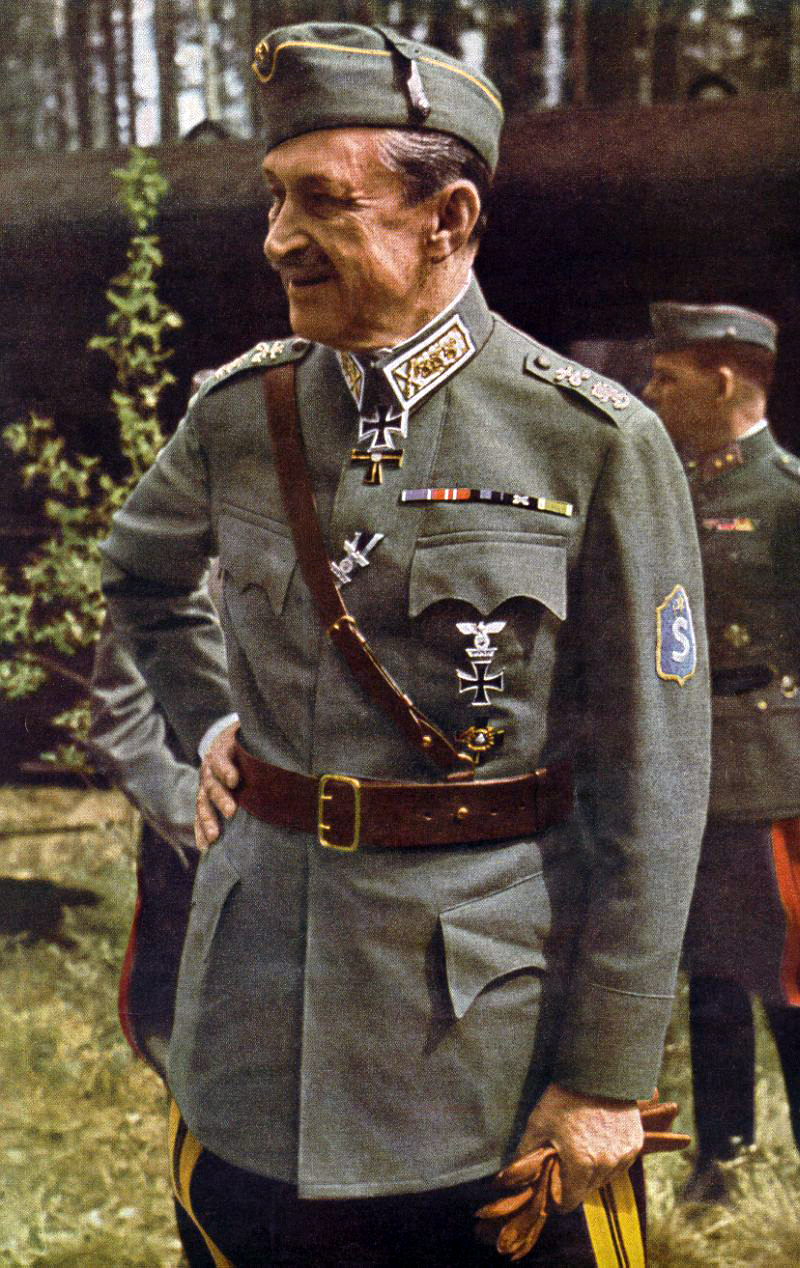
Dowódca armii fińskiej, marszałek Carl Gustaf Mannerheim
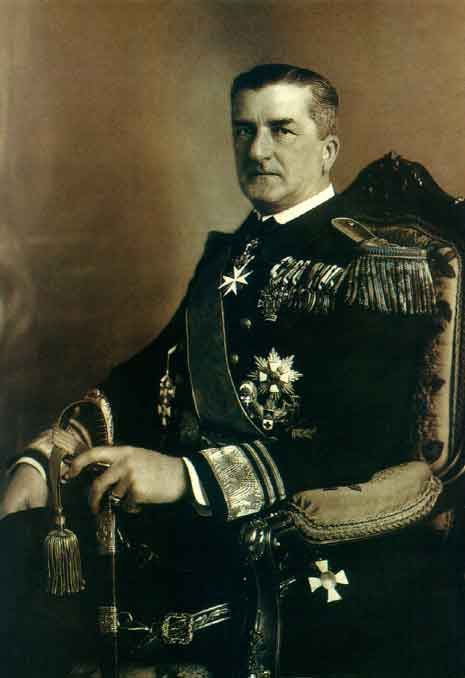
Admirał Miklós Horthy, regent Węgier
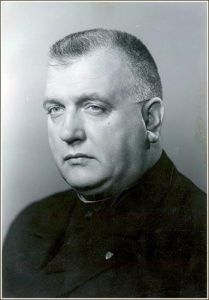
Ksiądz Jozef Tiso, prezydent Słowacji
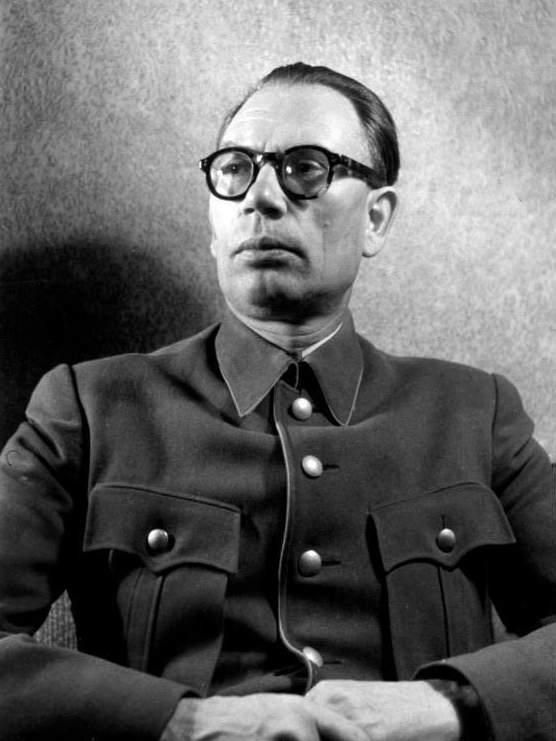
Generał Andriej Własow, dowódca ROA
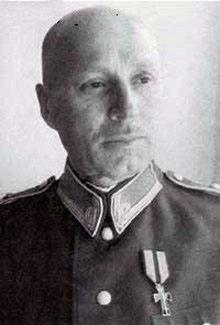
Generał Pawło Szandruk, dowódca UNA
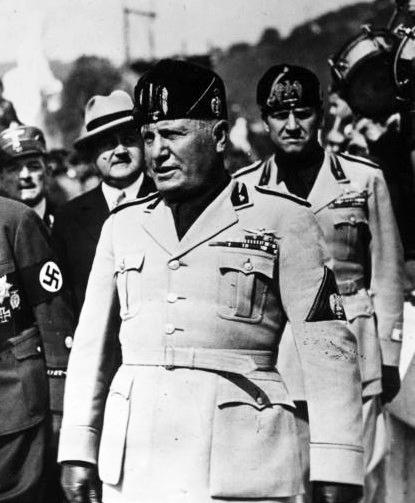
Benito Mussolini, duce i premier Włoch; faktyczny dowódca armii włoskiej